# 里纳尔多·鲁阿蒂
里纳尔多·鲁阿蒂（義大利語：Rinaldo Ruatti，1930年1月19日—2020年9月30日），意大利男子雪车运动员。他曾代表意大利参加国际雪车联合会世界锦标赛，获得一枚金牌和一枚银牌。他也曾参加1968年冬季奥林匹克运动会。